# Cecropia idroboi
Cecropia idroboi är en nässelväxtart som beskrevs av José Cuatrecasas. Cecropia idroboi ingår i släktet Cecropia och familjen nässelväxter. Inga underarter finns listade i Catalogue of Life.